# The Hitmen
The Hitmen je američka hip hop i R&B produkcijska skupina iz New York Cityja, New Yorka. Grupu je formirao reper Diddy, koja ima potpisan ugovor s diskografskom kućom Bad Boy Records. Producirali su mnoge pjesme za izvođače kao što su Mary J. Blige, The Notorious B.I.G., Jay Z, Lil Kim, Boyz II Men, R. Kelly i Nas, te mnogi drugi.

## Članovi

### Trenutni
- Diddy (1992. - danas)
- Chucky Thompson (1994. - danas)
- Stevie J (1996. - danas)
- D-Dot (1996. - danas)
- Ron "Amen-Ra" Lawrence (1994. - danas)
- Nashiem Myrick (1994. - danas)
- Carlos "6 July" Broady (1994. - danas)
- Jeffery "J-Dub" Walker (1994. - danas)
- Yogi (1994. - danas)
- Sean "Sean C" Cane (1996. - danas)
- Harve Pierre (1998. - danas)
- Mario Winans (1998. - danas)
- LV (2001. - danas)
- Jack Knight (2001. - danas)
- Grind Music (2007. - danas)
- Rob Holladay (2009. - danas)
- Anthony Dent (1996. - danas)

### Bivši
- Easy Mo Bee (1993. – 1997.)
- Younglord (1994. – 2000.)
- Steve "Rhythm" Clarke (1999. – 2002.)
- Daven "Prestige" Vanderpool (1996. – 2000.)
- Andreao Heard (1996. – 2000.)

## Vanjske poveznice
- The Hitmen na MySpaceu